# Синтежуде-Вале
Синтежуде-Вале (рум. Sântejude-Vale) — село у повіті Клуж в Румунії. Входить до складу комуни Цага.
Село розташоване на відстані 326 км на північний захід від Бухареста, 34 км на північний схід від Клуж-Напоки.

## Населення
За даними перепису населення 2002 року у селі проживали 105 осіб, усі — румуни. Усі жителі села рідною мовою назвали румунську.